# Ляховское сельское поселение
Ляховское сельское поселение — муниципальное образование в Меленковском районе Владимирской области.
Административный центр — село Ляхи.

## География
Территория поселения расположена в восточной части района.

## История
Ляховский сельсовет образован в 1920-х годах в составе Ляховской волости Муромского уезда, с 1929 года — в составе Ляховского района. В 1954 году в состав сельсовета включены населённые пункты упразднённого Казневского сельсовета. С 1963 года сельсовет в составе Меленковского района.
Ляховское сельское поселение образовано 13 мая 2005 года в соответствии с Законом Владимирской области № 57-ОЗ. В его состав вошли территории бывших Высоковского, Ляховского, Пановского, Толстиковского и Урвановского сельсоветов.

## Население
| 2010  | 2011  | 2012  | 2013  | 2014  | 2015  | 2016  | 2017  | 2018  |
| ----- | ----- | ----- | ----- | ----- | ----- | ----- | ----- | ----- |
| 4068  | ↘4038 | ↗4039 | ↗4127 | ↗4132 | ↘4051 | ↘3934 | ↘3873 | ↘3796 |
| 2019  | 2020  | 2021  |       |       |       |       |       |       |
| ↘3671 | ↘3605 | ↘3586 |       |       |       |       |       |       |

## Состав сельского поселения
В состав поселения входит 27 населённых пунктов:
| №  | Населённый пункт | Тип населённого пункта       | Население |
| -- | ---------------- | ---------------------------- | --------- |
| 1  | Анохино          | деревня                      | ↘16       |
| 2  | Большая Сала     | деревня                      | ↗50       |
| 3  | Венедеевка       | деревня                      | ↗27       |
| 4  | Верхозерье       | село                         | ↗65       |
| 5  | Высоково         | деревня                      | ↗296      |
| 6  | Григорово        | село                         | ↘54       |
| 7  | Деревнищи        | деревня                      | ↗50       |
| 8  | Домнино          | деревня                      | ↘7        |
| 9  | Дубцы            | деревня                      | ↗18       |
| 10 | Елино            | деревня                      | ↘27       |
| 11 | Казнево          | село                         | ↗51       |
| 12 | Кориково         | деревня                      | ↗36       |
| 13 | Крутая           | деревня                      | ↘29       |
| 14 | Левенда          | деревня                      | ↗184      |
| 15 | Ляхи             | село, административный центр | ↘1306     |
| 16 | Паново           | деревня                      | ↘351      |
| 17 | Пановский        | посёлок                      | ↘6        |
| 18 | Славцево         | деревня                      | ↘52       |
| 19 | Старинки         | деревня                      | ↗20       |
| 20 | Степаньково      | село                         | ↗84       |
| 21 | Толстиково       | деревня                      | ↘213      |
| 22 | Урваново         | село                         | ↘304      |
| 23 | Урюсево          | деревня                      | →26       |
| 24 | Усад             | деревня                      | ↘179      |
| 25 | Фурсово          | деревня                      | ↘16       |
| 26 | Черниченка       | деревня                      | ↘103      |
| 27 | Шохино           | деревня                      | ↘16       |